# Deir el-Bahari
Le site de Deir el-Bahari est un complexe funéraire, composé de temples et de tombes, situé sur la rive gauche du Nil face à la ville de Louxor et des temples de Karnak, légèrement au sud de la vallée des Rois, adossé à la paroi rocheuse de la montagne de Thèbes, en Haute-Égypte.
Le nom arabe de ce site (دير البحري;, dayr al-baḥrī, « le couvent du Nord ») rappelle l’existence du couvent copte élevé dans ce lieu.
Sur la rive gauche du Nil, en face de Karnak, la falaise de la chaîne Libyque dessine un vaste amphithéâtre qui marque le centre de la nécropole thébaine.

## Principales constructions
Les principaux monuments sont les suivants :
- seconde moitié du XXIe siècle AEC : construction, par le roi Montouhotep II (XIe dynastie), d'un temple funéraire associée à la sépulture du roi ; les reconstitutions du temple diffèrent : Édouard Naville émit l'hypothèse d'un temple à double terrasse surmonté d'une petite pyramide, mais récemment les égyptologues Dieter Arnold et Rainer Stadelmann ont remplacé cette pyramide — dont on n'a retrouvé aucun indice matériel —, par un mastaba ou un tumulus[1],[2],
- début du XXe siècle AEC : construction d'un complexe funéraire, resté inachevé, par le roi Montouhotep III, fils du précédent[3],
- milieu du XVe siècle AEC : construction, par la reine Hatchepsout (XVIIIe dynastie), d'un temple funéraire, auquel le nom de Deir el-Bahari fait le plus souvent allusion[1],[4],
- milieu du XVe siècle AEC : construction, par le roi Thoutmôsis III, neveu et beau-fils de la précédente, d'un temple vôtif[1],[5].

### Temple funéraire deMontouhotepII

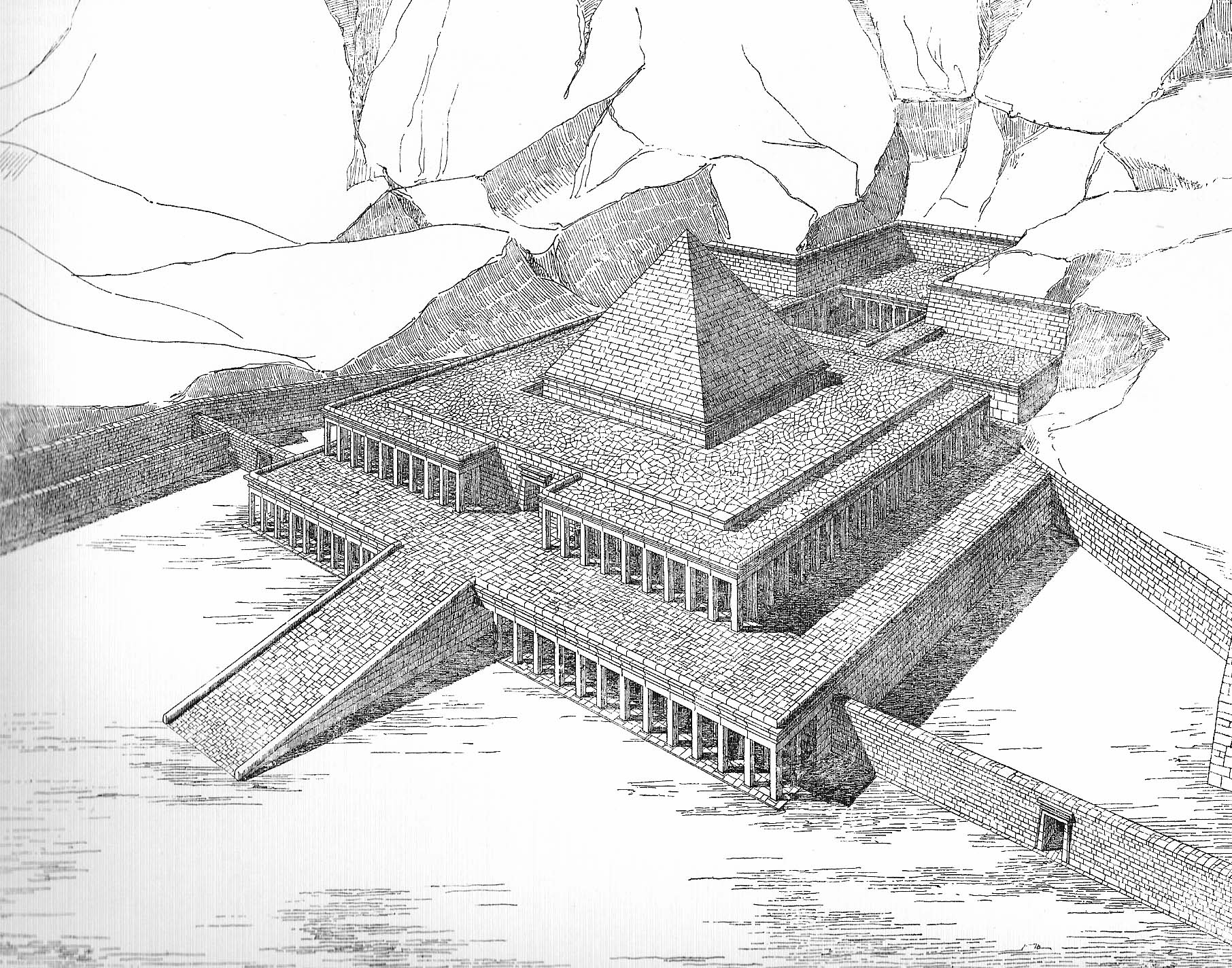
Restitution du temple de Montouhotep II à Deir el-Bahari, 1910, Naville. L'hypothèse de la présence d'une pyramide au centre est désormais abandonnée.

Le temple funéraire le plus ambitieux et innovant de Deir el-Bahari est celui de Montouhotep II, souverain de la XIe dynastie qui a réuni l’Égypte au Moyen Empire. Les nombreuses innovations architecturales du temple marquent une rupture avec la tradition des complexes pyramidaux de l'Ancien Empire et préfigurent les temples des millions d'années du Nouvel Empire.
Le choix de cet emplacement est certainement lié à l'origine thébaine de la XIe dynastie : les prédécesseurs de Montouhotep sur le trône thébain sont tous enterrés dans des tombeaux à proximité. Il a peut-être également choisi Deir el-Bahari parce qu'il est en face du temple de Karnak, de l'autre côté du Nil. Ainsi, la statue d'Amon est apportée chaque année à Deir el-Bahari pendant la Belle fête de la vallée, ce que le roi peut avoir perçu comme bénéfique pour son culte funéraire.
Le complexe funéraire comprend deux temples : le temple funéraire de Deir el-Bahari et le temple de la vallée situé plus près du Nil sur des terres cultivées et qui n'existe plus. Les deux temples sont reliés par une chaussée découverte de 1,2 km de long et 46 m de large.
Le temple funéraire est sur plusieurs niveaux ; une rampe mène à une terrasse de soixante mètres de large, quarante-trois mètres de profondeur sur laquelle se dresse un grand tumulus carré entouré de cent quarante colonnes octogonales disposées en trois rangées. Le long du mur ouest de ce déambulatoire se trouvaient les sanctuaires de la statue et les tombeaux de plusieurs épouses et filles royales. Ces princesses royales étaient les prêtresses d'Hathor, l'une des principales divinités funéraires égyptiennes. S’il reste peu de choses de la sépulture du roi, six sarcophages ont été trouvés dans les tombeaux des dames royales (Ashayet, Henhenet, Kaouit, Kemsit, Muyet et Sadhe). Chacun d’eux était constitué de six dalles, maintenues ensemble par des attaches métalliques et sculptées en relief. Le sarcophage de la reine Kaouit est aujourd'hui au Musée du Caire (JE 47397).
Le vestibule est entouré de murs sur trois côtés, le quatrième côté comporte une rampe, reconstituée en 1905 par Naville sur les vestiges de la rampe originale, entourée de deux portiques à double rangée de piliers rectangulaires. Au milieu du vestibule, une ouverture appelée Bab el-Hosan (« Porte du cavalier ») mène à un passage souterrain et à une tombe où un cénotaphe inachevé contient une statue assise du roi. Sur le côté ouest, des tamaris et des sycomores étaient plantés à côté de la rampe,.
À l'arrière du vestibule et de la terrasse se trouvent des colonnades décorées en relief avec des processions de bateaux, des chasses et des scènes montrant les exploits militaires du roi.
Des statues du roi de la douzième dynastie, Sésostris III, ont été retrouvées en ce lieu.
La partie intérieure du temple est creusée dans la falaise et se compose d'une cour à péristyle, d'une salle hypostyle et d'un passage souterrain menant à la tombe elle-même. Le culte du roi mort était centré sur le petit sanctuaire taillé à l’arrière de la salle hypostyle.
Une rampe funéraire et un tunnel descendent sur cent cinquante mètres et aboutissent dans une chambre funéraire située à quarante-cinq mètres sous la cour. La chambre contient un sanctuaire qui abritait autrefois le cercueil en bois de Montouhotep.

### Temple funéraire deMontouhotepIII
Montouhotep III choisit de se faire construire une tombe avec un temple funéraire à une centaine de mètres du temple funéraire de son père, derrière la colline de Cheikh Abd el-Gournah ; le monument resta inachevée. Peu de choses restent de ce temple : il ne reste que les vestiges d'une chaussée aboutissant à la plateforme du temple et un passage en pente creusé dans la paroi rocheuse ; ce passage mène à une chambre au plafond en encorbellement, construite en blocs de quartzite rouge. Des graffitis hiératiques gravés à cet endroit semblent avoir été écrits par des prêtres du culte funéraire du roi et indiquent que, malgré l'inachèvement du monument, l'enterrement du roi a bien eu lieu.

### Temple funéraire d'Hatchepsout

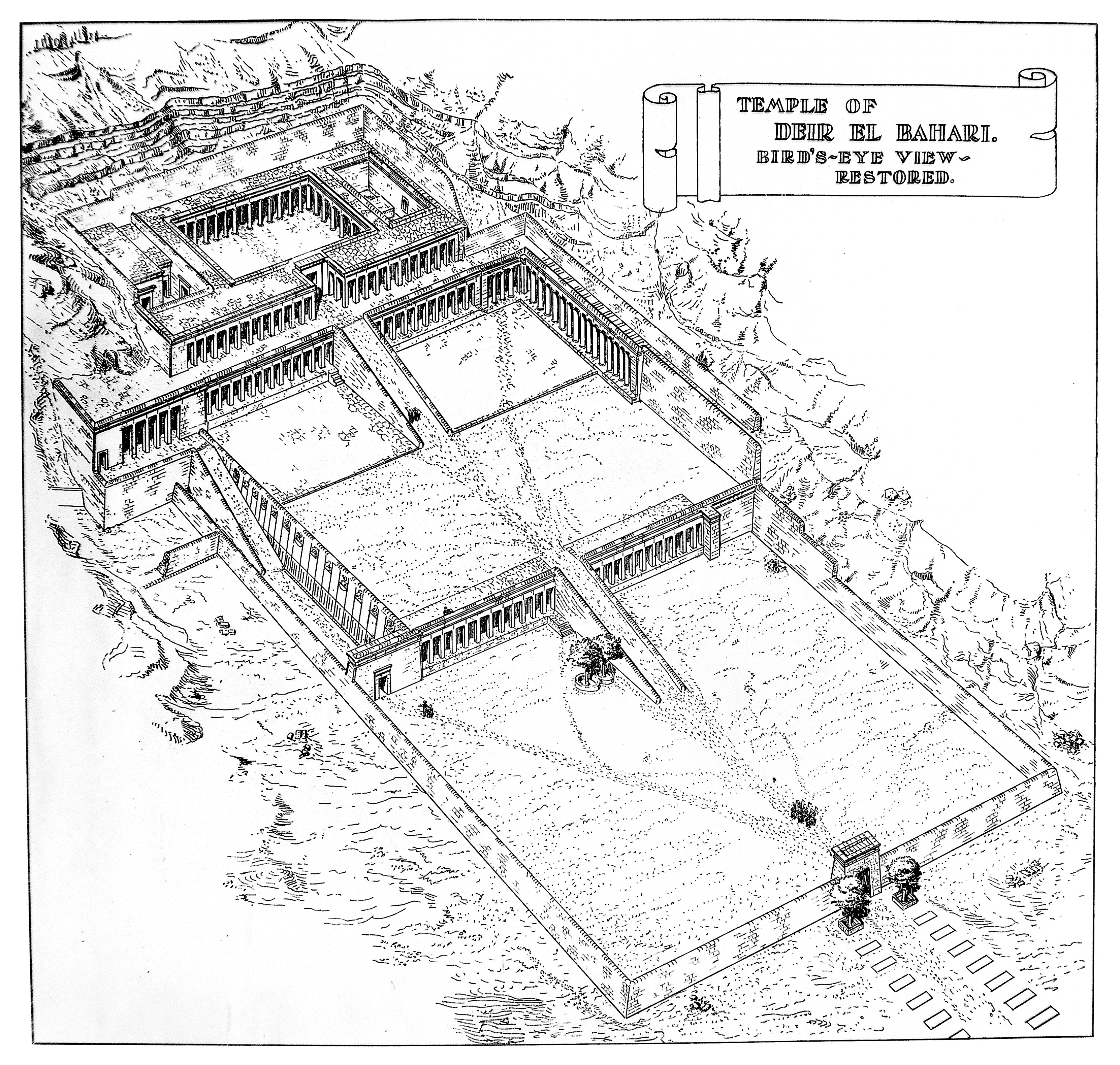
Restitution du temple d'Hatchepsout à Deir el-Bahari.

Le Djeser-Djeseru, « le Saint des Saints », est le temple funéraire d'Hatchepsout. Il s’agit d’une structure à colonnade conçue et mise en œuvre par Sénènmout, intendant royal et architecte d'Hatchepsout. Il se trouve au sommet d'une série de terrasses, auxquelles on accède par de longues rampes entourées de jardins. Il est considéré comme l'un des monuments incomparables de l'Égypte ancienne.
Bien qu'Hatchepsout se soit inspirée du temple de Montouhotep, Sénènmout a créé une longue terrasse à colonnades sans rapport avec la terrasse de Montouhotep - une différence qui pourrait s’expliquer par l'emplacement décentralisé de la chambre funéraire.
Les trois terrasses se superposent et comprennent chacune une double colonnade de piliers carrés, à l'exception du coin nord-ouest de la terrasse centrale, qui emploie des colonnes proto-doriques pour abriter la chapelle. Ces terrasses sont reliées par de longues rampes qui étaient autrefois entourées de jardins, avec de l'encens et des arbres à myrrhe. La superposition du temple d'Hatchepsout correspond à la forme thébaine classique, utilisant un pylône, des cours, une salle hypostyle, une cour solaire, une chapelle et un sanctuaire.
Les décors sculptés du temple d'Hatchepsout racontent l'histoire de la naissance divine du pharaon. Ils évoquent également une expédition au pays de Pount, un pays exotique situé sur la côte de la mer Rouge. De chaque côté de l'entrée du sanctuaire se trouvent des piliers peints avec des représentations d'Hathor. Juste sous le toit se trouve une image de la déesse Ouadjet. Le temple comprend une représentation d'Hatchepsout en pharaon mâle offrant des offrandes à Horus.
Les statues et ornements du temple ont été volés ou détruits. Ils comprenaient deux statues d'Osiris, une longue avenue bordée de sphinx, ainsi que de nombreuses sculptures de la pharaon Hatchepsout dans différentes attitudes - debout, assise ou agenouillée.

### Temple funéraire deThoutmôsisIII
Thoutmôsis III a construit un temple dédié à Amon. Découvert en 1961, il aurait été utilisé lors de la Belle fête de la vallée. On sait peu de choses sur le complexe, car il a été abandonné après avoir subi de graves dommages lors d'un glissement de terrain qui a eu lieu dans la XXe dynastie. Après cette période, il a été utilisé comme source de matériaux de construction et à l’époque chrétienne, il est devenu le site d’un cimetière copte.
Construit à la fois en grès et en calcaire, l'érection du temple a été supervisée par le haut fonctionnaire Rekhmirê, vizir de Thoutmôsis III, au cours de la dernière décennie du règne du roi. Une série d'ostraca trouvée sur le site et publiée par William Christopher Hayes en 1960 révèle que la construction a commencé en l’an 43 du règne et n’était probablement pas achevée en l’an 54, année de la mort de Thoutmôsis. Le temple a probablement été achevé par son successeur Amenhotep II, dans les premières années de son règne.

## Nécropole
La nécropole devint fortement utilisée au cours de la XIe dynastie, ceci est probableemnt lié au fait que Montouhotep II choisit de s'y faire enterrer. D'autres tombes plus tardives y seront construites, ou réutilisées dont les fameuses caches royales TT320 et Bab el-Gasous au cours de la XXIe dynastie.

### Cache royale TT320
Une tombe (TT320) dans un recoin caché des falaises au sud des temples était initialement prévue pour être la dernière demeure du premier prophète d'Amon Pinedjem II, sa femme Neskhons et plusieurs autres membres de sa famille.
À la mort de Pinedjem II, vers -969, le royaume est en déclin. Les prêtres de la XXIe dynastie y transportent quarante momies royales provenant de la vallée des Rois pour les protéger des pillages.
Dans la cache se trouvaient les momies des rois :
- Amenhotep Ier[14], deuxième souverain de la XVIIIe dynastie ;
- Ahmôsis Ier[14], roi fondateur de la XVIIIe dynastie ;
- Ramsès Ier, roi fondateur de la XIXe dynastie ;
- Ramsès II[14], troisième souverain de la XIXe dynastie ;
- Ramsès III[14], deuxième roi de la XXe dynastie ;
- Ramsès IX[14], huitième pharaon de la XXe dynastie ;
- Séthi Ier[14], deuxième souverain de la XIXe dynastie ;
- Thoutmôsis Ier[14], troisième souverain de la XVIIIe dynastie ;
- Thoutmôsis II[14], quatrième pharaon de la XVIIIe dynastie ;
- Thoutmôsis III[14], sixième roi de la XVIIIe dynastie.

Ainsi que les personnes royales et prêtres :
- Iâhhotep Ire
- Ahmès-Néfertary
- Ahmès-Hénoutemipet, fille de Seqenenrê Tâa
- Ahmès-Hénouttamehou
- Ahmès-Inhapy
- Ahmosé-Méritamon, fille d'Ahmôsis Ier
- Ahmosé-Sipair
- Satamon, fille d'Ahmôsis Ier
- Ahmès-Satkamosé
- Bakt
- Djedptahioufânkh, époux de Nesytanebetisherou
- Douathathor-Henouittaoui
- Iset, mère de Thoutmôsis III
- Isetemkheb III
- Maâtkarê
- Masaharta
- Mérymosé
- Nebseni[15]
- Neskhons
- Nesytanebetisherou, fille de Pinedjem II
- Nedjemet[16]
- Ouepmosé
- Oupouaout-Mosé
- Paheripedjet
- Pédiamon
- Pinedjem Ier
- Pinedjem II
- Rai, nourrice d'Ahmès-Néfertary
- Seniou
- Siamon, fils d'Ahmôsis Ier
- Siese
- Soutymosé
- Tayouheret[17]
- Tétishéri

- ainsi que huit autres momies non identifiées.

### CachetteBab el-Gasous
Autre cachette de Deir el-Bahari, Bab el-Gasous, la « Porte des Prêtres », a été découverte en 1891, au nord de la cour inférieure du temple de la reine Hatchepsout. Il s’agit d’une grande tombe collective abritant plusieurs centaines de cercueils ainsi qu’une grande quantité d’objets rituels du clergé d’Amon de la XXIe dynastie.
Datant probablement de -950, elle a permis de regrouper en un seul lieu plus facile à surveiller, les momies des prêtres et prêtresses inhumés initialement dans des tombes individuelles ainsi que leur mobilier funéraire.
Après sa découverte, la tombe a été vidée de tous ses artéfacts en quelques jours par les égyptologues français Georges Daressy, Eugène Grébaut et Urbain Bouriant, sans que ceux-ci ne procèdent à des relevés archéologiques des couloirs, ni ne dressent de liste du contenu des lieux. Seules les gravures parues dans la presse permettent d’illustrer son agencement intérieur.

### MMA 60
La tombe MMA 60 a servi de tombe commune à plusieurs membres de la famille dirigeant Thèbes pendant la XXIe dynastie, dont le grand prêtre d'Amon Menkhéperrê.

### Tombes privées
Des tombes privées datant du Moyen Empire à l’époque ptolémaïque ont été également trouvées sur le site.
- TT240 - Merou – porteur du sceau royal et superviseur des porteurs de sceaux sous le règne de Montouhotep II (XIe dynastie) ;
- TT308 – Kemsit – prêtresse d'Hathor et épouse de Montouhotep II (XIe dynastie) ;
- TT310 – Nom inconnu – chancelier du roi en Basse-Égypte (XIe dynastie) ;
- TT311 – Khéti – trésorier du roi en Basse-Égypte (XIe dynastie) ;
- TT312 – Nespakashouty – gouverneur de la ville et vizir sous le règne de Psammétique Ier (XXVIe dynastie) ;
- TT313 – Henou – explorateur (XIe dynastie) ;
- TT314 – Horhotep – porteur du sceau du roi en Basse-Égypte (XIe dynastie) ;
- TT315 – Ipi – gouverneur de la ville, vizir et juge sous le règne de Montouhotep II (XIe dynastie) ;
- TT316 – Néferhotep - chef des archers (XIIe dynastie) ;
- TT319 – Néférou II - épouse de Montouhotep II (XIe dynastie) ;
- TT320 – la cache initialement prévue pour le premier prophète d'Amon Pinedjem II (XXIe dynastie) ;
- TT353 – Sénènmout – grand majordome de la reine Hatchepsout (XVIIIe dynastie) - architecte et intendant qui supervisait la construction du temple d'Hatchepsout. Sa tombe a également été commencée dans le complexe. Elle a été vandalisée dans l'antiquité, mais certaines des œuvres d'art en relief sont encore intactes. La tombe, d’une longueur de 92 mètres, n'a jamais été finie et Sénènmout n'y a pas été enterré ;
- TT358 – Antef – général de Montouhotep II (XIe dynastie).

- MMA 56 (en) – Ânkhshepenoupet[22] (XXVe dynastie) ;
- MMA 57 (en) – Khamhor[22] (XXVIe dynastie) ;
- MMA 59 (en) – Hénouttaouy F, chanteuse d'Amon (XXIe dynastie) ;
- MMA 506 – Inhumations multiples (XIIe dynastie) ;
- MMA 509a – Inconnu, peut-être Bebi (vizir) (XIe dynastie) ;
- MMA 511 – Inconnu, peut-être Henou (XIe dynastie) ;
- MMA 514 – Inhumations multiples (XIIe dynastie) ;
- MMA 521 – Statue d'Iqer (XIe dynastie) ;
- MMA 801 – Inhumations multiples (XXIIe dynastie).

## Galerie photos

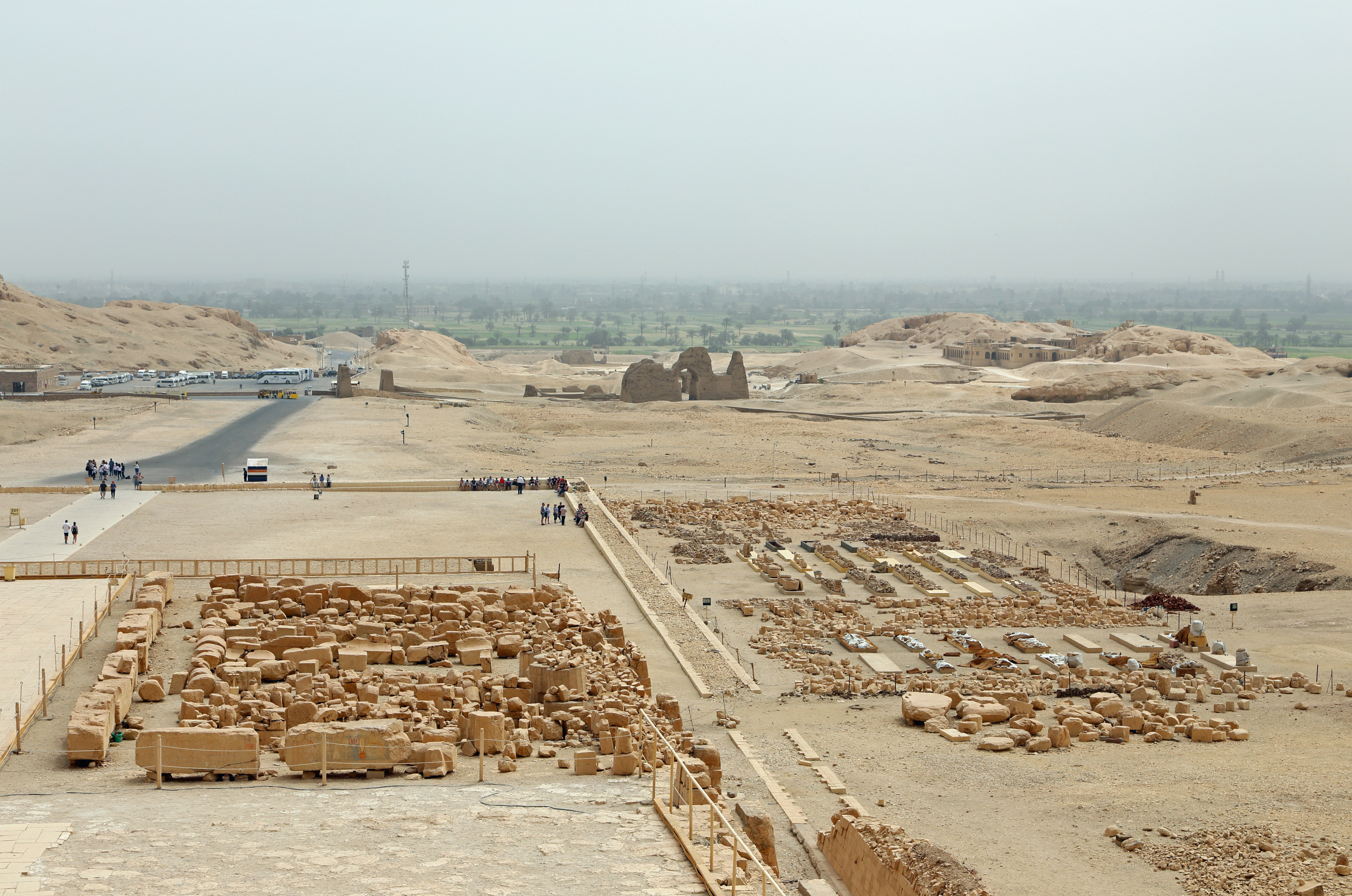
Vue générale de Deir el-Bahari, prise du temple d'Hatchepsout en direction de la vallée du Nil.
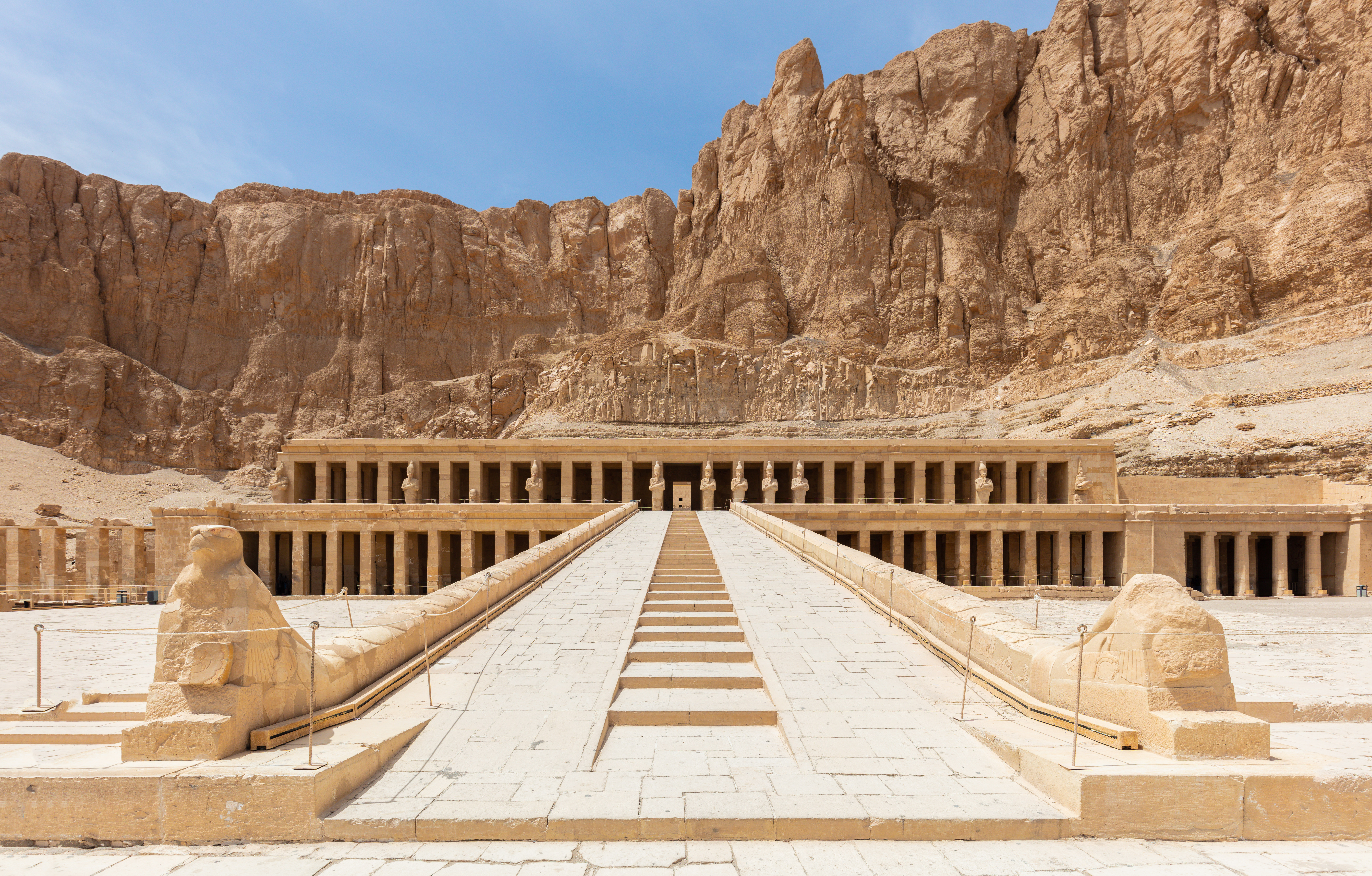
Le temple d'Hatchepsout sur le site de Deir el-Bahari.
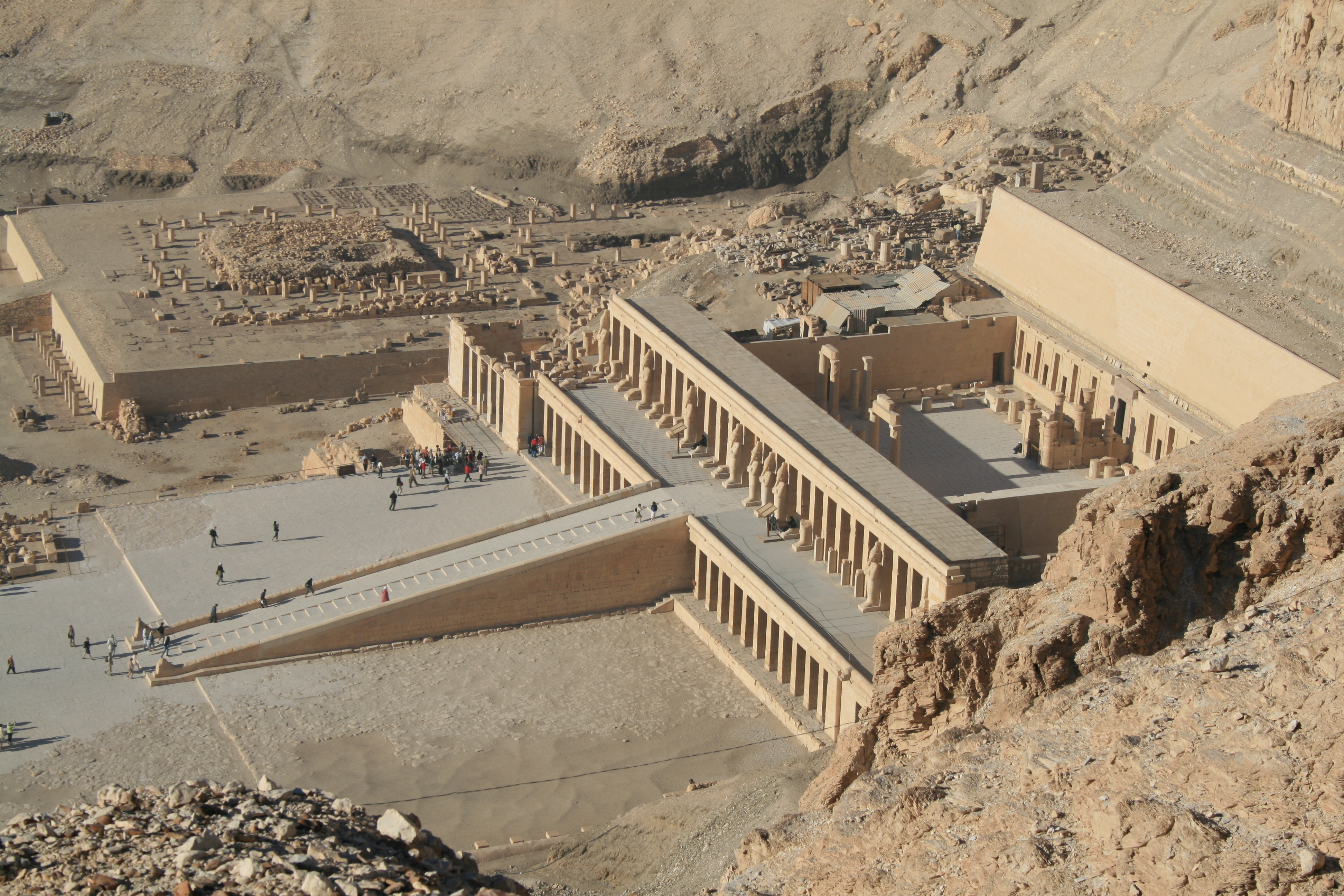
Autre vue du temple d'Hatchepsout ; en arrière-plan, ruines du temple de Montouhotep.
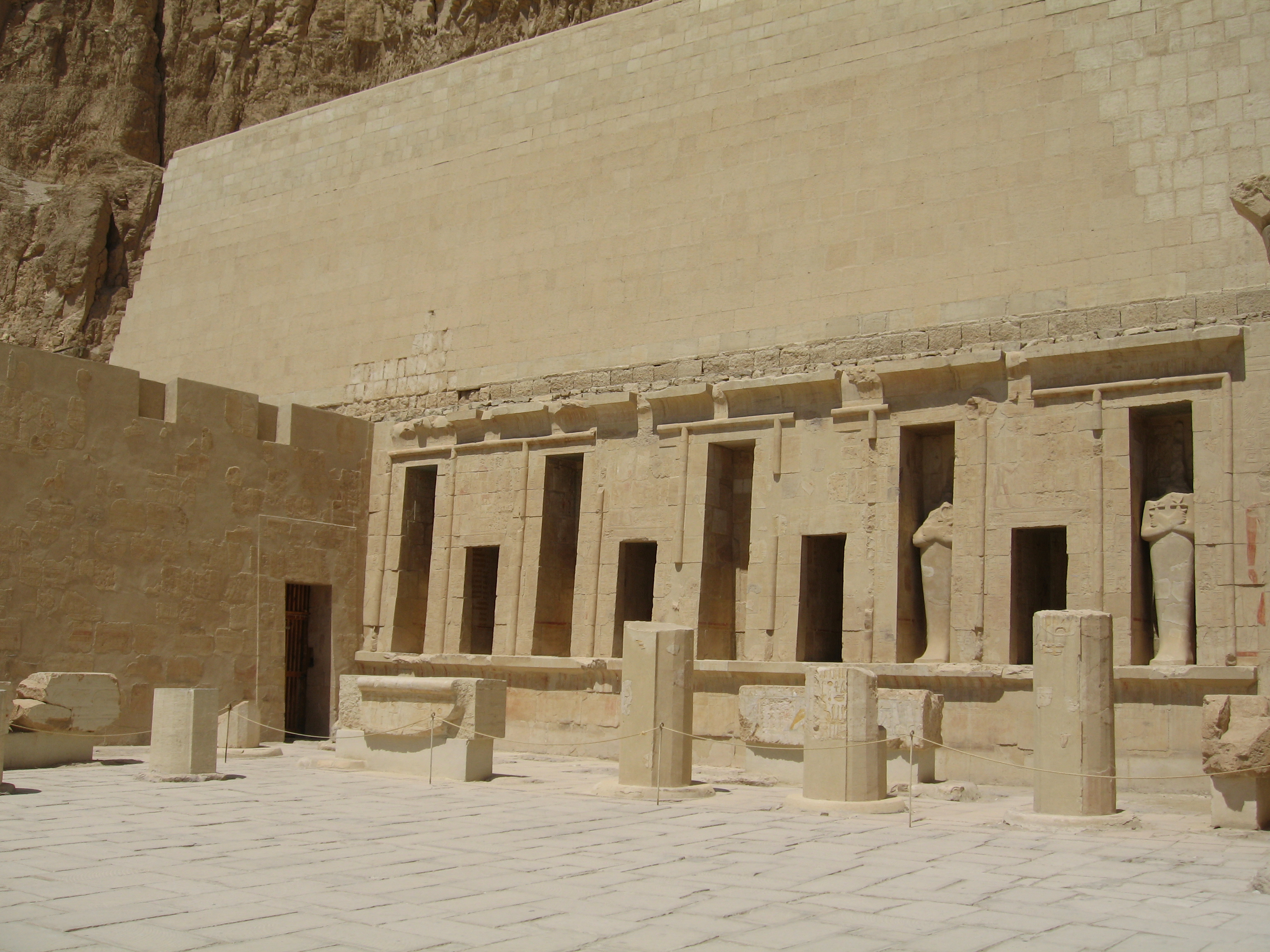
Temple d'Hatchepsout.
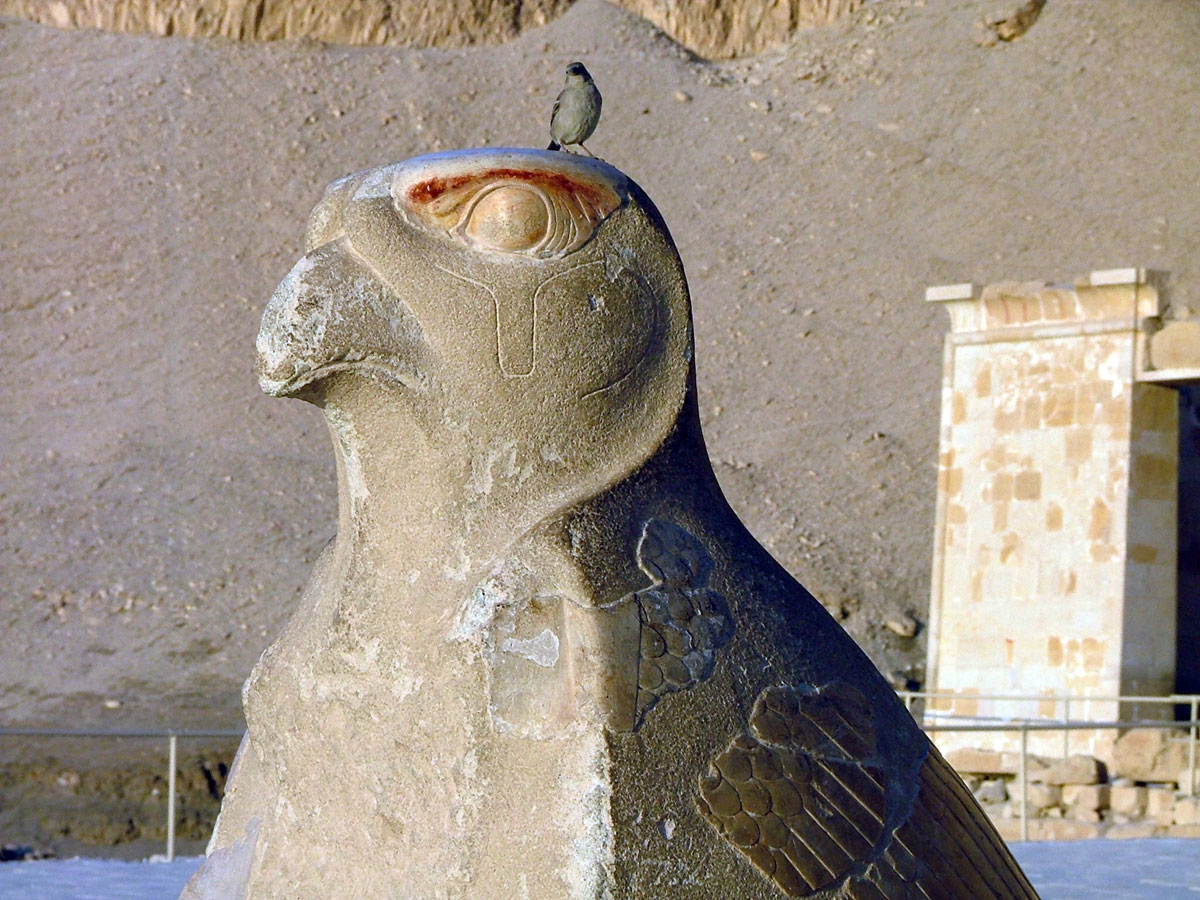
Statue d'Horus à l'entrée du temple.
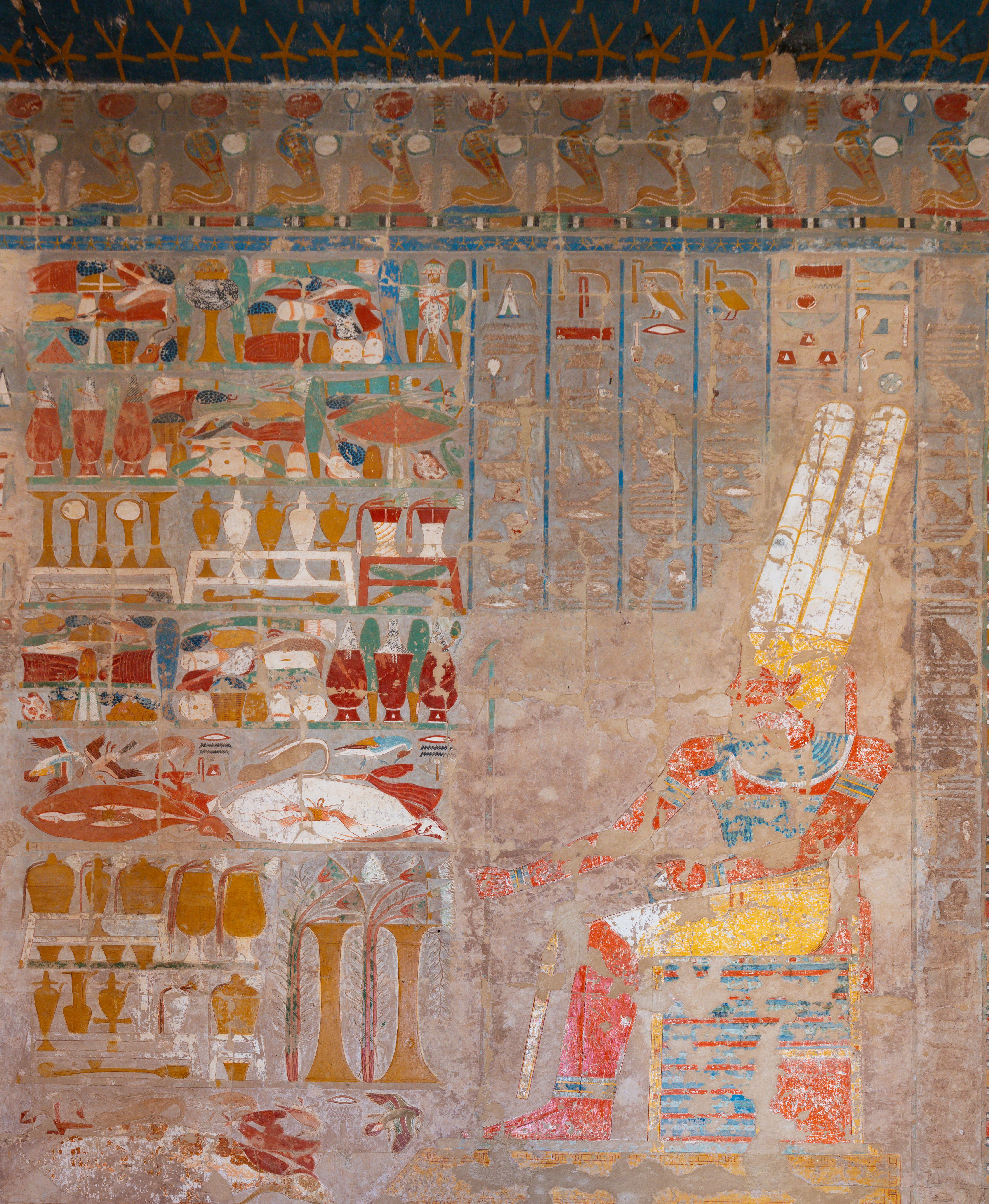
Fresque observable sur les murs du temple d'Hatchepsout.
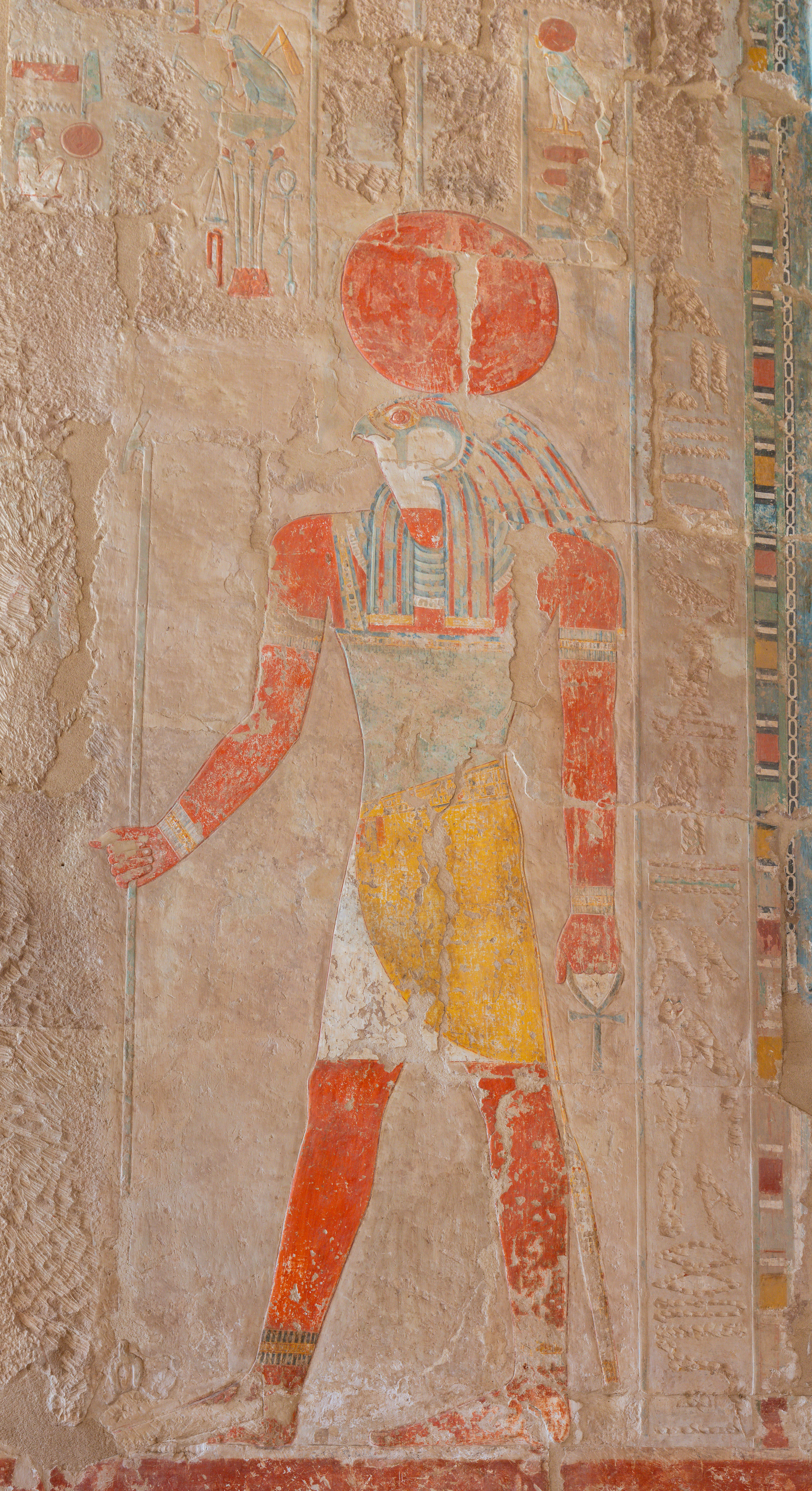
Fresque observable sur les murs du temple d'Hatchepsout.
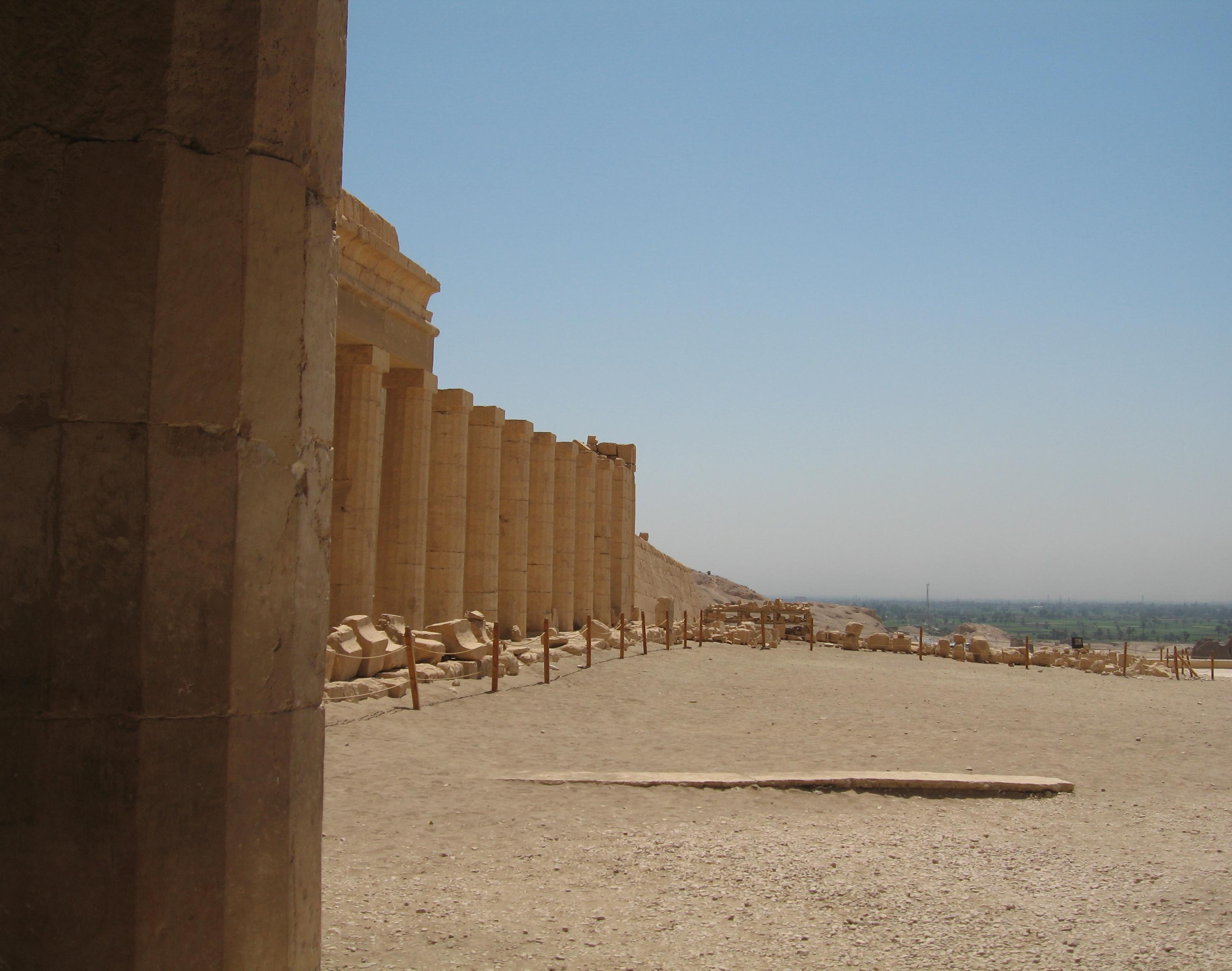
Vue prise de la deuxième terrasse du temple.
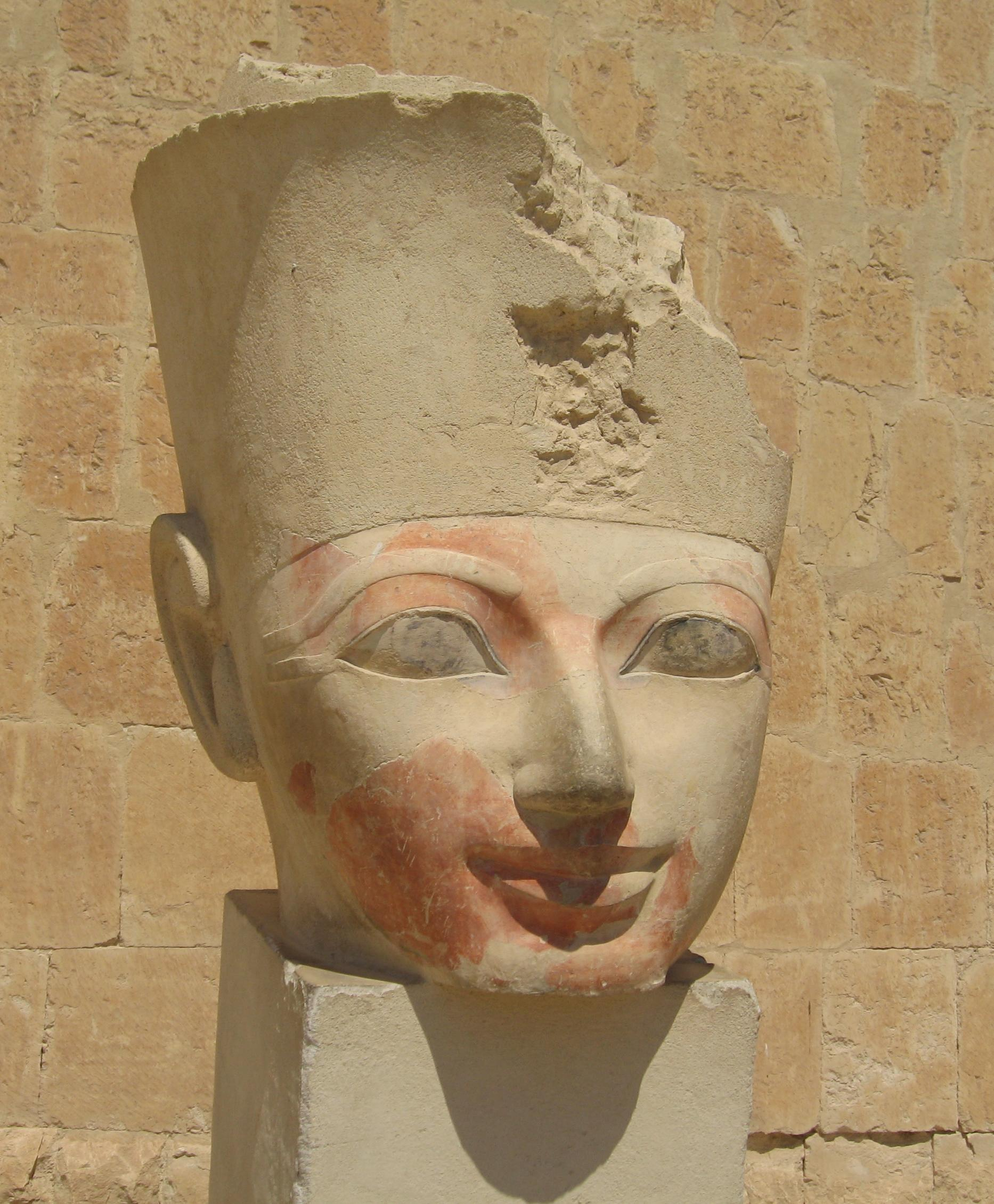
Tête de statue.
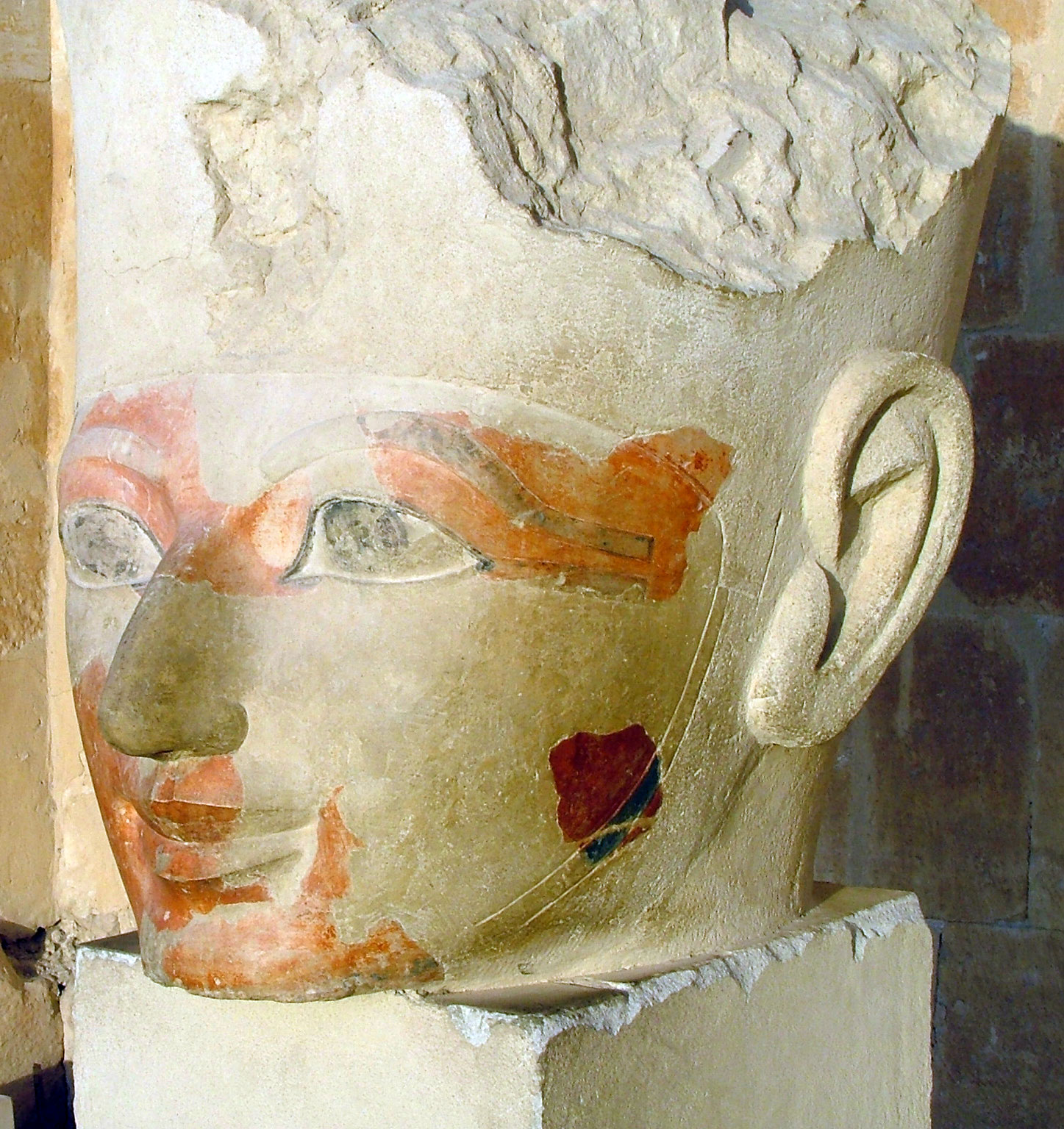
Vue de profil d'Hatchepsout.
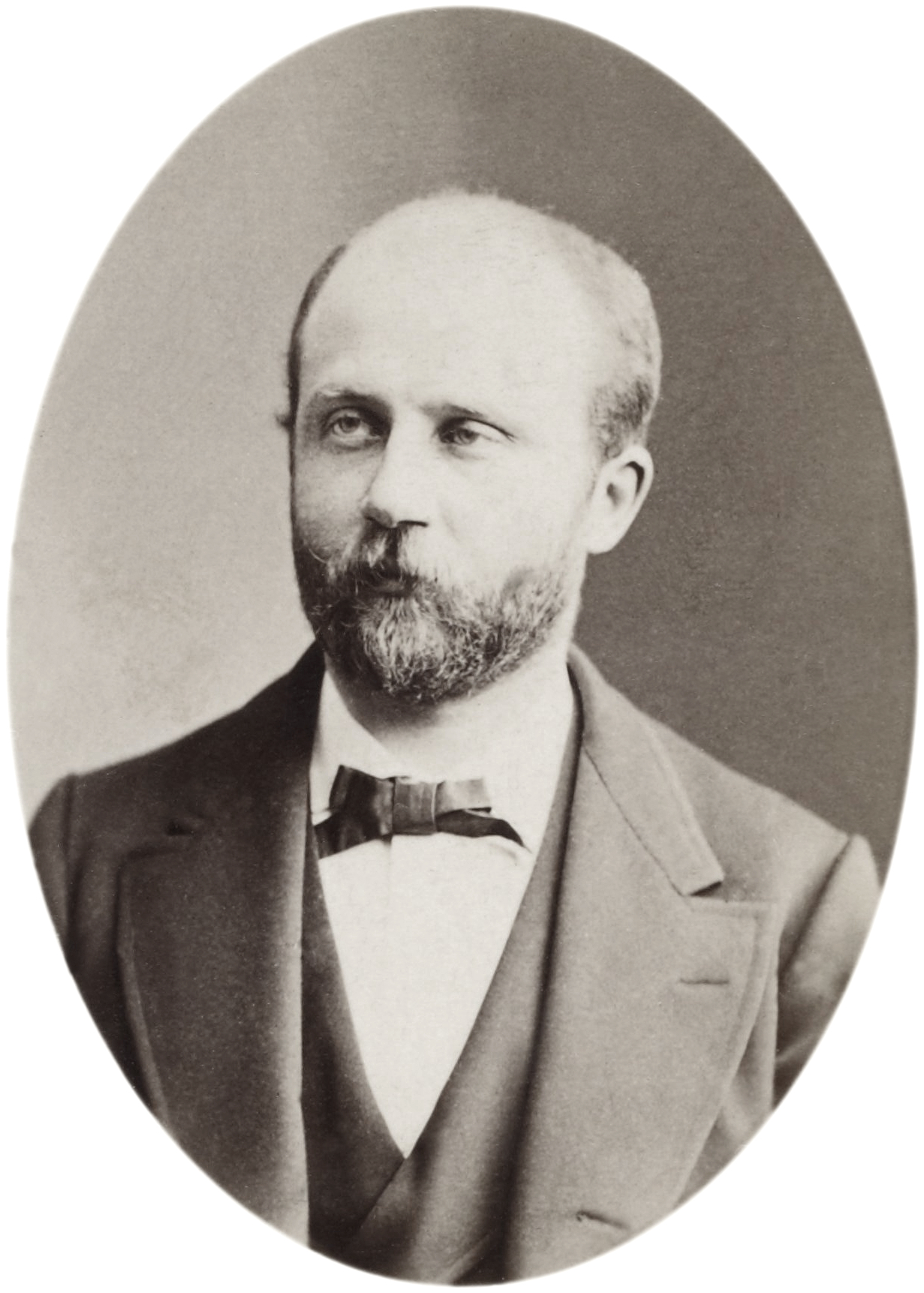
Gaston Maspero, un des égyptologues du site.

## Lieu de tournage
Une équipe de l'émission Secrets d'Histoire a tourné plusieurs séquences sur le site dans le cadre d'un numéro consacré à la reine Néfertiti, intitulé Néfertiti, mystérieuse reine d'Égypte, diffusé le 23 août 2018 sur France 2.